# Nonyma acutipennis
Nonyma acutipennis là một loài bọ cánh cứng trong họ Cerambycidae.